# Устрем (1931)
Вижте пояснителната страница за други значения на Устрем.
„Устрем“ с подзаглавие Издание на македонските организации – Бургас е български вестник, излязъл в Бургас, България, в единствен брой на 1 май 1931 година.
Редактор-уредник е Методи Шишков, а в редакционния комитет влизат Коста Грежов и Л. Костов. Печата се в печатница „Котва“ в 1000 броя тираж. Вестникът е юбилеен лист по повод Деня на Македония. Стои на националистически позиции.